# スキマスイッチ TOUR 2016 “POPMAN'S CARNIVAL”
『スキマスイッチ TOUR 2016 “POPMAN'S CARNIVAL”』（スキマスイッチ ツアー 2016 “ポップマンズカーニバル”）は、スキマスイッチのライブ・アルバム。

## 解説
- 初回生産限定盤・通常盤の2種同時発売。
- 『スキマスイッチ TOUR 2015 “SUKIMASWITCH”SPECIAL』から約1年ぶりのライブ・アルバム。
- 初回生産限定盤の特典は以下のとおり[2]。
  - 高品質CDBlu-spec CD2採用（ボーナスCDは通常仕様）
  - ボーナストラック「サウンドオブ」「またね。 Live at 昭和女子大学 人見記念講堂(2016.7.11)」「スカーレット Live at 昭和女子大学 人見記念講堂(2016.7.11)」収録
  - ボーナスCD「スキマのはなし③」(MC集)付属
  - 『スキマスイッチ TOUR 2016 “POPMAN'S CARNIVAL” THE MOVIE』との連動応募抽選特典［応募券］封入

## バンドメンバー
| バンドメンバー | バンドメンバー                | バンドメンバー |
| -------------- | ----------------------------- | -------------- |
| 大橋卓弥       | Vocal, Guitar                 |                |
| 常田真太郎     | Piano, Keyboards, Chorus      |                |
| 村石雅行       | Drums                         |                |
| 種子田健       | Bass                          |                |
| 外園一馬       | Guitar, Chorus                | 11日公演の参加 |
| 太田貴之       | Guitar, Chorus                | 12日公演の参加 |
| 浦清英         | Keyboards, Organ              |                |
| 松本智也       | Percussion, Chorus, Guitar    |                |
| 本間将人       | Sax, Flute, Keyboards, Chorus |                |
| 田中充         | Trumpet, Chorus               |                |

## 収録曲

### DISC-1
1. POPMAN'S CARNIVALのテーマ
2. 晴ときどき曇
3. LとR
4. 飲みに来ないか
5. かけら ほのか
6. 時間の止め方
7. 1+1
8. 僕と傘と日曜日
9. ソングライアー

### DISC-2
1. 君曜日
2. フレ!フレ!
3. ボクノート
4. LINE
5. ユリーカ
6. パラボラヴァ
7. Ah Yeah!!
8. 全力少年
9. ハナツ
  - 以下3曲はBONUS TRACKとして収録
10. サウンドオブ -encore-
11. またね。 Live at 昭和女子大学 人見記念講堂（2016.7.11）
12. スカーレット Live at 昭和女子大学 人見記念講堂（2016.7.11）

## 初回特典CD収録内容
- Bonus CD「スキマのはなし③」（MC集）[2]

1. 名前は言いませんよ
2. 意外と聞こえてるからね
3. 不動産やさんの測り方
4. タクヤ生誕祭
5. 聞けよ!
6. ハントンライス
7. メンバー紹介
8. ゆうすけくん
9. アフロの話